# Црква Успења Пресвете Богородице у Видови
Црква Успења Пресвете Богородице у Видови, насељеном месту Града Чачка, припада Епархији жичкој Српске православне цркве. Посвећена је патријарху Иринеју, који је рођен у овом селу.
Градња цркве-брвнаре посвећене празнику Велике Госпојине започета је 2018, а завршена 2023. године. Крстови и звона освештани су 11. јуна 2023. године.
Црква је складних пропорција, с тлоцртом у облику крста, са тремом изнад улаза и малим кубетом.